# Święta bez granic
Święta bez granic – seria wydawnicza Polskiego Radia. Do 2018 roku ukazało się siedem tytułów z serii. Nagrania trafiły do sprzedaży nakładem Agencji Muzycznej Polskiego Radia – oficyny należącej do rozgłośni radiowej.

## Lista utworów
Opracowano na podstawie materiału źródłowego.
| Święta bez granic | Święta bez granic                              | Święta bez granic                  | Święta bez granic               | Święta bez granic |
| Nr                | Tytuł utworu                                   | Słowa                              | Muzyka                          | Długość           |
| ----------------- | ---------------------------------------------- | ---------------------------------- | ------------------------------- | ----------------- |
| 1.                | „Karp 2012”                                    | Kuba Strzyczkowski, Piotr Bukartyk | Piotr Bukartyk, Wojciech Kaleta | 3:35              |
| 2.                | „Hymn Trójki”                                  | Michał Rusinek                     | Filip Jaślar                    | 2:19              |
| 3.                | „Bambino Jazzu”                                | Artur Andrus                       | Łukasz Borowiecki               | 2:31              |
| 4.                | „Po Pięćdziesiątce”                            | Artur Andrus                       | Filip Jaślar                    | 2:19              |
| 5.                | „Dni, Których Nie Znamy (Wersja z 01.04.2012)” | Marek Grechuta                     | Jan Kanty Pawluśkiewicz         | 3:50              |
| 6.                | „Karp 2012” (Wersja Karaoke)                   |                                    | Piotr Bukartyk, Wojciech Kaleta | 3:36              |
|                   |                                                |                                    |                                 | 18:10             |

| Święta bez granic 2013 | Święta bez granic 2013                     | Święta bez granic 2013             | Święta bez granic 2013            | Święta bez granic 2013 |
| Nr                     | Tytuł utworu                               | Słowa                              | Muzyka                            | Długość                |
| ---------------------- | ------------------------------------------ | ---------------------------------- | --------------------------------- | ---------------------- |
| 1.                     | „Karp Story 2013”                          | Kuba Strzyczkowski, Piotr Bukartyk | Piotr Bukartyk                    | 3:43                   |
| 2.                     | „Będzie Kolęda”                            | Wojciech Młynarski                 | Andrzej Zieliński                 | 3:07                   |
| 3.                     | „Najważniejszy Dzień”                      | Sławomir Wierzcholski              | Sławomir Wierzcholski             | 2:35                   |
| 4.                     | „Nazywali Go Marynarz (Szanta Narciarska)” | Artur Andrus                       | Łukasz Borowiecki                 | 2:43                   |
| 5.                     | „Gwiazda”                                  | Jaromír Nohavica                   | Jaromír Nohavica                  | 3:20                   |
| 6.                     | „3 Sny O Tym Samym”                        |                                    |                                   | 5:09                   |
| 7.                     | „Bridge”                                   | Dawid Podsiadło                    | Bogdan Kondracki, Dawid Podsiadło | 4:00                   |
| 8.                     | „Ale Nie Zabrali Mnie”                     | Piotr Bukartyk                     | Piotr Bukartyk                    | 2:32                   |
| 9.                     | „Na Otwarcie Placu Trójki”                 |                                    |                                   | 0:52                   |
|                        |                                            |                                    |                                   | 28:01                  |

| Święta bez granic 2014 | Święta bez granic 2014            | Święta bez granic 2014                           | Święta bez granic 2014       | Święta bez granic 2014 |
| Nr                     | Tytuł utworu                      | Słowa                                            | Muzyka                       | Długość                |
| ---------------------- | --------------------------------- | ------------------------------------------------ | ---------------------------- | ---------------------- |
| 1.                     | „Helen W Kuchni”                  |                                                  | Natalia Grzeszczyk           | 0:14                   |
| 2.                     | „Duża Ryba”                       | Artur Andrus, Piotr Bukartyk, Kuba Strzyczkowski | Łukasz Borowiecki            | 3:17                   |
| 3.                     | „Cicha Noc”                       |                                                  | Franz Xaver Gruber           | 3:09                   |
| 4.                     | „Pastorałka Radosna”              | Ania Rusowicz                                    | Hubert Gasiul, Ania Rusowicz | 2:33                   |
| 5.                     | „Świąteczna Pocieszanka”          | Piotr Bukartyk                                   | Piotr Bukartyk               | 3:02                   |
| 6.                     | „O, Matko!”                       | Tomasz Organek                                   | Tomasz Organek               | 3:21                   |
| 7.                     | „Impresja Na Temat Chopina”       |                                                  | Krzysztof Herdzin            | 3:59                   |
| 8.                     | „Trudno Mi Się Przyznać”          | Ania Dąbrowska                                   | Ania Dąbrowska               | 3:09                   |
| 9.                     | „Odnawiam Dusze”                  | Jacek Cygan                                      | Dariusz Kozakiewicz          | 2:58                   |
| 10.                    | „Bóg Się Rodzi”                   | trad.                                            | trad.                        | 1:55                   |
| 11.                    | „Moja Choinka Stoi Gdzieś W Rogu” | Ryszard Szewc                                    | Ryszard Szewc                | 3:13                   |
| 12.                    | „Duża Ryba (Karaoke)”             |                                                  | Łukasz Borowiecki            | 3:18                   |
|                        |                                   |                                                  |                              | 34:08                  |

| Święta bez granic 2015 | Święta bez granic 2015         | Święta bez granic 2015              | Święta bez granic 2015    | Święta bez granic 2015 |
| Nr                     | Tytuł utworu                   | Słowa                               | Muzyka                    | Długość                |
| ---------------------- | ------------------------------ | ----------------------------------- | ------------------------- | ---------------------- |
| 1.                     | „Karpate Szczęście”            | Kuba Strzyczkowski, Maria Czubaszek | Wojciech Kaleta           | 2:38                   |
| 2.                     | „Lulajże, Jezuniu”             | trad.                               | trad.                     | 4:37                   |
| 3.                     | „Niestety Trzeba Mieć Ambicję” | Piotr Bukartyk                      | Piotr Bukartyk            | 4:20                   |
| 4.                     | „Pójdę Wszędzie Z Tobą”        | Władysław Skrzypiński               | Edward Czerny             | 3:22                   |
| 5.                     | „Mona Lisa – Rodowód”          | Artur Andrus                        | Ray Evans, Jay Livingston | 2:33                   |
| 6.                     | „I Znowu On”                   | Dorota Czupkiewicz                  | Maciej Muraszko           | 7:20                   |
| 7.                     | „Jedni Piszą Wiersze Piórem”   | Agnieszka Osiecka                   | Stanisław Soyka           | 3:20                   |
| 8.                     | „Zima”                         |                                     | Antonio Vivaldi           | 3:25                   |
| 9.                     | „Pójdźmy Wszyscy Do Stajenki”  | trad.                               | trad.                     | 2:49                   |
|                        |                                |                                     |                           | 34:24                  |

| Święta bez granic 2016 | Święta bez granic 2016 | Święta bez granic 2016              | Święta bez granic 2016            | Święta bez granic 2016 |
| Nr                     | Tytuł utworu           | Słowa                               | Muzyka                            | Długość                |
| ---------------------- | ---------------------- | ----------------------------------- | --------------------------------- | ---------------------- |
| 1.                     | „Wiersz O Karpiu”      | Michał Zabłocki, Kuba Strzyczkowski | Wojciech Kaleta, Krzesimir Dębski | 3:23                   |
| 2.                     | „Gdy Pada Śnieg”       | Kayah                               | Jan Smoczyński                    | 3:43                   |
| 3.                     | „Dzisiaj W Betlejem”   | trad.                               | trad.                             | 2:51                   |
| 4.                     | „Nie Mówmy Już Nic”    | Grzegorz Walczak                    | Ania Rusowicz, Łukasz Jakubowicz  | 3:51                   |
| 5.                     | „Szopka d-moll Op. 66” | Artur Andrus                        | Łukasz Borowiecki                 | 3:02                   |
| 6.                     | „Szara Kolęda”         | Wojciech Młynarski                  | Krzysztof Komeda                  | 3:11                   |
| 7.                     | „Kolęda Nowa”          | Robert Kasprzycki                   | Robert Kasprzycki                 | 4:54                   |
| 8.                     | „Świat W Proszku”      | Anna Michalska                      | Mariusz Obijalski                 | 4:23                   |
| 9.                     | „Gdy Śliczna Panna”    | trad.                               | trad.                             | 4:20                   |
| 10.                    | „Wonderful Life”       | Colin Vearncombe (Black)            | Colin Vearncombe (Black)          | 2:49                   |
| 11.                    | „We Care So Much”      | Julia Pietrucha                     | Julia Pietrucha                   | 3:56                   |
|                        |                        |                                     |                                   | 40:23                  |

| Święta bez granic 2017 | Święta bez granic 2017      | Święta bez granic 2017 | Święta bez granic 2017               | Święta bez granic 2017 |
| Nr                     | Tytuł utworu                | Słowa                  | Muzyka                               | Długość                |
| ---------------------- | --------------------------- | ---------------------- | ------------------------------------ | ---------------------- |
| 1.                     | „Dobre dni”                 | Adam Nowak             | Dariusz Kozakiewicz                  | 3:41                   |
| 2.                     | „Ding Dong”                 | Kayah                  | Krzysztof Pszona, Patrycja Żbikowska | 2:38                   |
| 3.                     | „Najcieplejsze Święta”      | trad.                  | Mikołaj Pospieszalski                | 5:08                   |
| 4.                     | „Z narodzenia Pana”         | Bartłomiej Kudasik     | Zakopower                            | 5:26                   |
| 5.                     | „Oj maluśki, maluśki”       | trad.                  | trad.                                | 3:30                   |
| 6.                     | „Kolęda płynie z wysokości” | trad.                  | Mateusz Pospieszalski                | 5:08                   |
| 7.                     | „Jezus malusieńki”          | trad.                  | trad.                                | 3:46                   |
| 8.                     | „Kto nas woła”              | Bartłomiej Kudasik     | Zakopower                            | 4:47                   |
| 9.                     | „Pusty talerzyk”            | Kayah                  | Kayah, Jan Smoczyński                | 3:53                   |
| 10.                    | „Rozbitkowie”               | Bartłomiej Kudasik     | Mateusz Pospieszalski                | 3:55                   |
| 11.                    | „Z karpia wąż”              | Michał Zabłocki        | Wojciech Kaleta                      | 3:25                   |
|                        |                             |                        |                                      | 45:17                  |

| Święta bez granic 2018 | Święta bez granic 2018     | Święta bez granic 2018              | Święta bez granic 2018             | Święta bez granic 2018 |
| Nr                     | Tytuł utworu               | Słowa                               | Muzyka                             | Długość                |
| ---------------------- | -------------------------- | ----------------------------------- | ---------------------------------- | ---------------------- |
| 1.                     | „Karpie dwa”               | Michał Zabłocki, Kuba Strzyczkowski | Miłosz Wośko, Wojciech Kaleta      | 3:07                   |
| 2.                     | „Trudne życzenia”          | Michał Zabłocki                     | Ania Rusowicz                      | 5:25                   |
| 3.                     | „Niedziela”                | Wojciech Waglewski                  | Wojciech Waglewski                 | 7:25                   |
| 4.                     | „North Pole”               | Julia Marcell                       | Julia Marcell                      | 3:10                   |
| 5.                     | „Całą ciszę / Pokój nocny” | Błażej Król                         | Błażej Król                        | 3:28                   |
| 6.                     | „Cavegirl”                 | Iwona Skwarek                       | Bartosz Szczęsny                   | 3:18                   |
| 7.                     | „Another Day”              | Maciej Łukasz Milewski              | Maciej Łukasz Milewski             | 3:06                   |
| 8.                     | „Velvet”                   | Małgorzata Dryjańska                | Marcin Mrówka                      | 3:01                   |
| 9.                     | „Circles”                  | Hubert Gasiul                       | Ania Rusowicz, Kuba Galiński       | 3:43                   |
| 10.                    | „O krok”                   | Radek Łukasiewicz                   | Barbara Wrońska, Radek Łukasiewicz | 3:12                   |
| 11.                    | „Edith And The Kingpin”    | Monika Borzym                       | Monika Borzym                      | 3:40                   |
| 12.                    | „Wracam do siebie”         | Janusz Onufrowicz                   | Kuba Badach                        | 6:12                   |
| 13.                    | „Lulaj”                    | Paulina Przybysz                    | Paulina Przybysz                   | 2:57                   |
| 14.                    | „Chwytaj dzień”            | Jacek Cygan                         | Zbigniew Wodecki                   | 4:05                   |
|                        |                            |                                     |                                    | 55:49                  |

## Notowania
| Tytuł                  | Premiera          | Pozycja na liście | Certyfikat         |
| Tytuł                  | Premiera          | POL               | Certyfikat         |
| ---------------------- | ----------------- | ----------------- | ------------------ |
| Święta bez granic      | 3 grudnia 2012    | 4                 |                    |
| Święta bez granic 2013 | 29 listopada 2013 | 28                | - POL: złota płyta |
| Święta bez granic 2014 | 28 listopada 2014 | 5                 | - POL: złota płyta |
| Święta bez granic 2015 | 27 listopada 2015 | 6                 |                    |
| Święta bez granic 2016 | 2 grudnia 2016    | 12                |                    |
| Święta bez granic 2017 | 1 grudnia 2017    | 6                 |                    |
| Święta bez granic 2018 | 7 grudnia 2018    | 9                 |                    |
| Święta bez granic 2019 | 29 listopada 2019 |                   |                    |

| Tytuł               | Rok  | Pozycja na liście | Album                  |
| Tytuł               | Rok  | LP3               | Album                  |
| ------------------- | ---- | ----------------- | ---------------------- |
| "Karp 2012"         | 2012 | 7                 | Święta bez granic      |
| "Karp Story 2013"   | 2013 | 1                 | Święta bez granic 2013 |
| "Duża ryba"         | 2014 | 5                 | Święta bez granic 2014 |
| "Karpate szczęście" | 2015 | 5                 | Święta bez granic 2015 |
| "Wiersz o karpiu"   | 2016 | 10                | Święta bez granic 2016 |
| "Z karpia wąż"      | 2017 | 18                | Święta bez granic 2017 |
| "Karpie dwa"        | 2018 | 13                | Święta bez granic 2018 |
| "Dwudziesty raz"    | 2019 |                   | Święta bez granic 2019 |